# Alfred Rudolph Zimmerman

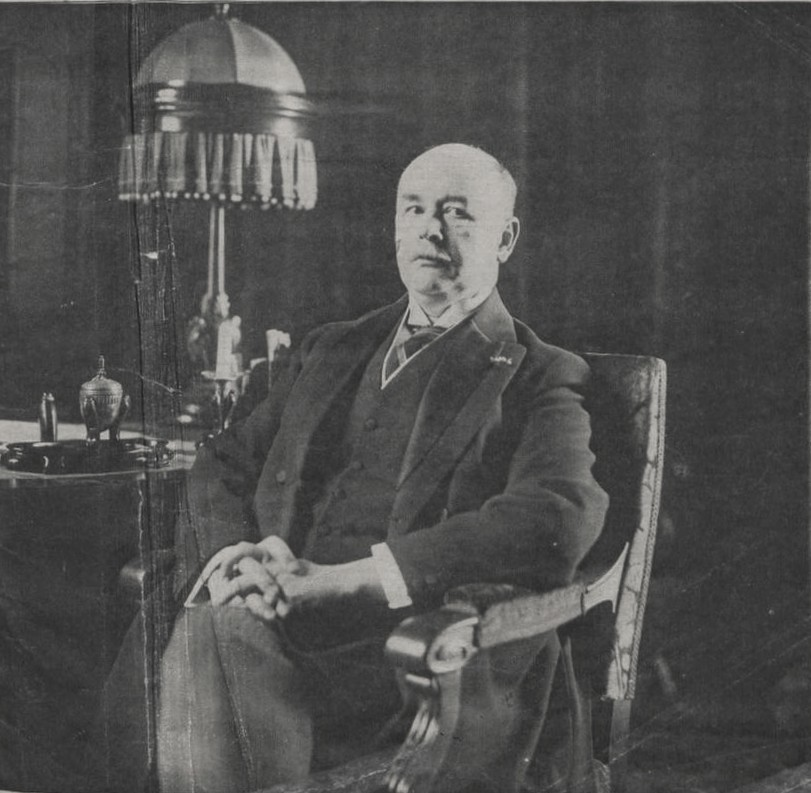
A. R. Zimmermann, 1923

Alfred Rudolph Zimmerman (Amsterdam, 17 januari 1869 - Velp, 2 juli 1939) was een Nederlands oud-/vrij-liberaal politicus. Hij bekleedde diverse openbare functies waaronder die van burgemeester van Rotterdam.

## Loopbaan
Zimmerman studeerde rechtsgeleerdheid (gepromoveerd op een dissertatie in 1894) aan de universiteit van Leiden.
Hij was achtereenvolgens werkzaam als adjunct-commies bij de provinciale griffie van Zuid-Holland te Den Haag (1894-1896), als gemeentesecretaris van Dordrecht (1896-1899), als burgemeester van diezelfde plaats (1899-1906), vervolgens als burgemeester van Rotterdam (1906-1923).
Zimmerman stond bekend als een krachtdadig figuur, zo trad hij als burgemeester van Rotterdam tamelijk autoritair op en maakte hij zich sterk voor de ontwikkeling van de stad en de haven. Onder zijn bewind werd het huidige Stadhuis van Rotterdam gebouwd.
Tijdens de politieke onrust in november 1918 speelde Zimmerman een opvallende rol. Op 9 november, de dag van de omwenteling in Duitsland, ontbood hij de vakbondsbestuurder A.W. Heijkoop bij zich thuis voor een gesprek. Hij zei niet te verwachten dat de revolutie halt zou houden bij Zevenaar en vroeg Heijkoops medewerking om in geval van opstand de voedselvoorziening en de stroomlevering op gang te houden. Hij verklaarde zich bereid om bij minister Ruijs de Beerenbrouck te pleiten voor de eisen van het NVV. Uiteindelijk mislukte de poging tot revolutie, die bekend is geworden als de Vergissing van Troelstra.
Zimmerman beëindigde zijn loopbaan als Volkenbondscommissaris te Wenen (1922-1926) (hij combineerde dit ambt nog drie maanden met het burgemeesterschap van Rotterdam).
Hij kreeg, zoals vele burgemeesters in Rotterdam, een straat naar zich genoemd: de Zimmermanweg in de wijk Dijkzigt. Hij is voorts onderscheiden als Ridder in de Orde van de Nederlandse Leeuw en Commandeur in de Orde van Oranje-Nassau.